# Мельник, Ирина Васильевна
Ирина Васильевна Мельник (укр. Ірина Василівна Мельник, род. 30 марта 1962, Фастов) — советская и украинская актриса театра и кино, Заслуженная артистка Украины (2003).

## Биография
Родилась 30 марта 1962 года в городе Фастов Киевской области (Украина).
В 1983 году окончила Школу-студию МХАТ им. В. И. Немировича-Данченко (г. Москва, Россия), курс Заслуженного деятеля искусств РСФСР Виктора Карловича Манюкова.
С 1983 года работала в Киевском Театре-студии киноактера при киностудии художественных фильмов им. А.Довженко.
С 2001 года — актриса Киевского Государственного Академического театра драмы и комедии на левом берегу Днепра.

## Творчество

### Театральные работы

#### Киевский Государственный Академический театр драмы и комедии на левом берегу Днепра
1. 2002 — Женские игры— Констанца Моцарт
2. 2002 — Любовь времён Людовика, по пьесе Мольера «Жорж Данден или одураченный муж» — Анжелика
3. 2003 — Веселитесь! Все хорошо! по пьесе Унгарда «Аделаида» — Люся
4. 2003 — Врем чистую правду, по пьесе Бергера «Еще один Джексон» — Нэнси Валлон
5. 2004 — Наш городок Т. Уайлдер — Миссис Гиббс
6. 2005 — Вишнёвый сад, А. Чехов — Варя
7. 2006 — Какие у Вас претензии к жене?, по произведениям Достоевского и Володина — судья № 2
8. 2007 — Последний герой, О. Мардань — Сталина Петровна, Татьяна
9. 2008 — Дни пролетают соі свистом …, по пьесе М. Коляды «Старая Зайчиха» — Она
10. 2008 — Лолита, Набоков — Мисс Пратт
11. 2008 — Ричард III, Шекспир — Королева Елизавета
12. 2010 — Возвращение блудного отца, И.[2], Ноябрев — Татьяна Григорьевна
13. 2011 — Сезон любви, по пьесе Тургенєва «Месяц в селе» — Елизавета Богдановна
14. 2016 — Верная жена, Сомерсет Моем — Барбара
15. 2017 — Любов … на ощупь…[3], по пьесе Герша «Эти свободные бабочки» — Миссис Бейкер

### Фильмография
1. 1981 — Женщины шутят всерьез — Женя Верболоз
2. 1983 — Климко — девушка
3. 1984 — В двух шагах от «Рая» — Ирина
4. 1984 — Володькина жизнь — Нина Василюк
5. 1984 — …И прекрасный миг победы — Светлана Чернова
6. 1985 — Дайте нам мужчин! — Нонна
7. 1985 — Я ей нравлюсь — Аида
8. 1985 — Подвиг Одессы — Таня Юхневич
9. 1988 — Взгляд — Лола
10. 1989 — Светлая личность — сотрудница КЛООПа
11. 1991 — Личное оружие — Надежда Васильевна Иванцова
12. 1992 — Сердца трёх — Мерседес
13. 1992 — Четыре листа фанеры — Нина
14. 1995 — Казнённые рассветы — Фросина
15. 1995 — Остров любви — Чередарючка
16. 1995 — Партитура на могильном камне — пациентка психбольницы
17. 1998 — Тупик — Инга
18. 2000 — Чёрная рада — мать Богдана Хмельницкого
19. 2001 — На поле крови. Aceldama — Иоанна
20. 2002 — Женская логика 2 — отдыхающая
21. 2003 — Адвокат — судья
22. 2005 — Возвращение Мухтара 2 — гадалка (серия «Страшная порча»)
23. 2005 — Косвенные улики — Карина
24. 2007 — Ангел-хранитель — врач
25. 2007 — Все должны умереть — Ирина
26. 2008 — Садовник — Лена
27. 2008 — Завещание ночи — кухарка
28. 2008 — Отряд — жена губернатора
29. 2009 — Правила угона — мать Сергея Гурова
30. 2010 — Правдивая история об Алых парусах — жена продавца тканей
31. 2011 — Белые розы надежды — Фёдоровна
32. 2011 — Костоправ — Галина Степановна
33. 2011 — Лекарство для бабушки — Светлана Владимировна
34. 2011 — Медовая любовь — Нина Ивановна Чечина
35. 2011 — Я тебя никогда не забуду — дворничиха
36. 2011 — Я приду сама — мать Олега
37. 2012 — Брат за брата-2 — Ирина Сергеевна Лемешева
38. 2012 — Женский доктор — Лера
39. 2012 — Лекции для домохозяек — Люба
40. 2012 — Обучаю игре на гитаре — мать Риты
41. 2012 — Отцовский инстинкт — Анна
42. 2012 — Порох и дробь — Зинаида
43. 2013 — Даша[уточнить] — Людмила Григорьевна
44. 2013 — Жизнь после жизни — Ольга Петровна
45. 2013 — Любовь с испытательным сроком — инспектор учреждения по правам детей-сирот
46. 2013 — Тёмные лабиринты прошлого — Антонина Лазарева
47. 2013 — Убить дважды — Наташа
48. 2013 — Я думал, ты будешь всегда — Зоя Семёновна
49. 2013 — Я рядом — мать Саши
50. 2013 — Сашка — Люба
51. 2014 — Лабиринты судьбы
52. 2014 — Племяшка — Мария Серова-Разлогова
53. 2014 — Подмена в один миг — врач в роддоме
54. 2015}} — Жребий судьбы — мать Павла
55. 2015 — Ради любви я всё смогу — Лариca
56. 2016 — Хозяйка
57. 2016 — Фото на недобрую память — Александра Никитична Богданова, мать Игоря, профессор
58. 2016 — Подкидыши — Марина Олеговна Островская, директор рекламного агентства
59. 2016 — На линии жизни — Лидия Кравцова, приемная мать Артура
60. 2016 — Между любовью и ненавистью — Светлана
61. 2016 — Майор и магия — жена Полозкова
62. 2016 — Гражданин Никто — Анна, бабушка Холодкова
63. 2016 — Катерина — Виктория Аркадьевна
64. 2017 — Тот, кто не спит — Ирэн
65. 2017 — Линия света — Зоя
66. 2017 — Наступит рассвет — Ольга Красницкая
67. 2018 — Вопреки судьбе — Алла
68. 2018 — Первый раз прощается — Людмила Петровна
69. 2018 — Прислуга — Эвелина
70. 2018 — У прошлого в долгу — Татьяна Леонидовна
71. 2018 — Верни мою жизнь — Екатерина